# Speyeria clio
Speyeria clio är en fjärilsart som beskrevs av Edwards 1874. Speyeria clio ingår i släktet Speyeria och familjen praktfjärilar. Inga underarter finns listade i Catalogue of Life.